# Irische Frauen-Cricket-Nationalmannschaft in Indien in der Saison 2024/25
Die Tour der irischen Cricket-Nationalmannschaft nach Indien in der Saison 2024/25 fand vom 10. bis zum 15. Januar 2025 statt. Die internationale Cricket-Tour war Bestandteil der Internationalen Cricket-Saison 2024/25 und umfasste drei WODIs, die Teil der ICC Women’s Championship 2022–2025 waren. Indien gewann die Serie mit 3–0.

## Vorgeschichte
Indien bestritt zuvor eine Tour gegen die West Indies und Irland eine Tour in Bangladesch. Das letzte Aufeinandertreffen der beiden Mannschaften bei einer Tour fand in der Saison 2006 in Irland statt.

## Stadien
Das folgende Stadion wurde für die Tour als Austragungsort vorgesehen und am 13. November 2024 bekanntgegeben.
| Stadion                                | Stadt  | Kapazität | Spiele       |
| -------------------------------------- | ------ | --------- | ------------ |
| Saurashtra Cricket Association Stadium | Rajkot | 28.000    | 1. – 3. WODI |

## Kaderlisten
| WODI | WODI |
| Indien | Irland |
| --- | --- |
| - Smriti Mandhana (K) - Deepti Sharma (VK) - Raghvi Bist - Uma Chetry (wk) - Harleen Deol - Richa Ghosh (wk) - Tejal Hasabnis - Tanuja Kanwar - Minnu Mani - Priya Mishra - Pratika Rawal - Jemimah Rodrigues - Titas Sadhu - Sayali Satghare - Saima Thakor | - Gaby Lewis (K) - Orla Prendergast (VK) - Ava Canning - Christina Coulter Reilly (wk) - Alana Dalzell - Laura Delany - Georgina Dempsey - Sarah Forbes - Arlene Kelly - Joanna Loughran (wk) - Aimee Maguire - Leah Paul - Una Raymond-Hoey - Freya Sargent - Rebecca Stokell |

## Women’s One-Day Internationals

### Erstes WODI in Rajkot
| 10. Januar Scorecard | Rajkot | Irland 238-7 (50)            | – | Indien 241-4 (34.3) |
|                      |        | Indien gewinnt mit 6 Wickets |   |                     |

Irland gewann den Münzwurf und entschied sich als Schlagmannschaft zu beginnen. Als Spielerin des Spiels wurde Pratika Rawal ausgezeichnet.

### Zweites WODI in Rajkot
| 12. Januar Scorecard | Rajkot | Indien 370-5 (50)           | – | Irland 254-7 (50) |
|                      |        | Indien gewinnt mit 116 Runs |   |                   |

Indien gewann den Münzwurf und entschied sich als Schlagmannschaft zu beginnen. Als Spielerin des Spiels wurde Jemimah Rodrigues ausgezeichnet.

### Drittes WODI in Rajkot
| 15. Januar Scorecard | Rajkot | Indien 435-5 (50)           | – | Irland 131 (31.4) |
|                      |        | Indien gewinnt mit 304 Runs |   |                   |

Indien gewann den Münzwurf und entschied sich als Schlagmannschaft zu beginnen. Als Spielerin des Spiels wurde Pratika Rawal ausgezeichnet.

## Auszeichnungen

### Player of the Series
Als Player of the Series wurden die folgenden Spielerinnen ausgezeichnet.
| Serie | Player of the Series |
| ----- | -------------------- |
| WODI  | Pratika Rawal        |

### Player of the Match
Als Player of the Match wurden die folgenden Spielerinnen ausgezeichnet.
| Spiel   | Player of the Match |
| ------- | ------------------- |
| 1. WODI | Pratika Rawal       |
| 2. WODI | Jemimah Rodrigues   |
| 3. WODI | Pratika Rawal       |